# أركان الصيام
أركان الصيام؛ تتضمن العناصر الأساسية التي يجب على المسلم القيام بها لصحة وصواب الصوم.

## نظرة عامّة
الصوم هو أحد الأركان الأساسية في الإسلام ويعتبر من العبادات المهمة التي يقوم بها المسلمون. يتضمن الصوم الامتناع عن الطعام والشراب والجماع والتصرفات المفطرة، من أذان الفجر حتى غروب الشمس في شهر رمضان المبارك، وهو الشهر التاسع في التقويم الهجري.
الصوم ليس مجرد امتناع عن الطعام والشراب، بل هو أيضًا فرصة للتأمل والتزكية الروحية. يجب أن يكون المسلم متفكرًا ومتأملًا في معاني الصوم والغايات الرمزية والروحية له. يجب أن يسعى المسلم لتحقيق الإحسان والتقوى في جميع جوانب حياته، بما في ذلك التعامل مع الآخرين والقيام بالأعمال الصالحة.
يجب أن يتعلم المسلمون أيضًا من صومهم الصبر والاحتمال، والتحلي بالتواضع والتعاطف مع الآخرين. يجب أن يكون الصوم فرصة لتعزيز الروابط الاجتماعية وتقوية العلاقات الأسرية والمجتمعية.
بالإضافة إلى ذلك، يجب أن يحافظ المسلمون على صحتهم أثناء الصوم من خلال تناول وجبة سحور متوازنة ومغذية قبل بداية الفجر، وتجنب القيام بالأعمال الشاقة إن كانت تؤثر سلبًا على الجسم.

## أركان الصوم
تعد أركان الصيام هي الأساس لصحة وصوم صحيح ومقبول عند الله. يجب على المسلمين أن يكونوا ملتزمين بالأركان وأن يعملوا على تحقيق الهدف الأسمى للصوم، وهو تقوية العلاقة مع الله وتطهير النفس وتحقيق الشعور بالتقوى والتواضع والتعاطف مع الفقراء والمحتاجين.

### النية (القصد)
يجب على المسلم أن يعزم في قلبه على الصوم قبل بداية الفجر. النية تكون في الداخل ولا يلزم التعبير عنها بالكلمات.

### الامتناع عن الأكل والشرب
يجب على المسلم أن يمتنع عن تناول الطعام والشراب وأي ما يدخل في الجوف من أذان الفجر حتى غروب الشمس.

### اجتناب المفطرات
يجب على المسلم أن يجتنب أي تصرفات تفطر الصوم، مثل الجماع، والأكل والشرب عن قصد، والمضمضة والاستنشاق بقصد دخول الماء في الحلق أو الأنف بكمية تدخل الجوف.

### الامتناع عن المبالغة في العبادات البدنية
يجب على المسلم أن يتجنب المبالغة في العبادات البدنية مثل الصوم لفترات طويلة دون ضرورة، أو التعرض للتعب والإرهاق الشديدين.